# Distale Myopathie 2
Distale Myopathie 2 (MPD2), auch Vocal cord and pharyngeal weakness with distal myopathy (VCPDM), ist  eine sehr seltene, erbliche Muskelerkrankung aus der Gruppe der distalen Muskeldystrophien. Die englische Bezeichnung Vocal cord and pharyngeal weakness with distal myopathy ist zugleich eine gute Beschreibung der wesentlichen Symptome. Die Erkrankung ist gekennzeichnet durch Muskelschwäche und Muskelatrophien der distalen Extremitätenmuskulatur („distal myopathy“) begleitet von Schwäche des Stimmbands und der Rachenmuskulatur („Vocal cord and pharyngeal weakness“).

## Ursache
Die Erkrankung wird durch eine „missense“-Mutation im Matrin-3-Gen (MATR3) verursacht. Dafür spricht der 2009 erfolgte Nachweis von zwei gleichen Mutationen im MATR-Gen bei zwei von der Erkrankung betroffenen Familien. Die Erkrankung wird autosomal-dominant vererbt. Das Gen ist beim Menschen auf dem langen Arm von Chromosom 5 (5q31.2) lokalisiert. Das Genprodukt Matrin-3 kommt in der Matrix von Zellkernen vor. Die genaue Funktion ist noch unklar.

## Krankheitsbild
Der Erkrankungsbeginn liegt zwischen dem 35. und 60. Lebensjahr. Die VCPDM beginnt typischerweise mit einer Schwäche der Streckmuskulatur des Fußes und der Zehen oder der Finger. Die Muskulatur kann im Seitenvergleich unterschiedlich stark, d. h. asymmetrisch betroffen sein. Später kommt es zu einer Beteiligung des Stimmbands und der Rachenmuskulatur, was Dysphonie und Dysphagie zur Folge hat.

## Diagnose
Die Kreatinkinase im Serum kann normal oder bis zu achtfach erhöht sein. Elektroneurographisch ist eine leichte Erhöhung der Nervenleitgeschwindigkeit nachweisbar. In der Elektromyographie zeigen sich myopathische Veränderungen. In der Muskelbiopsie zeigen sich allgemeine Veränderungen einer dystrophen Myopathie mit so genannten rimmed-Vakuolen. Die Veränderungen sind insgesamt unspezifisch, so dass nur eine molekulargenetische Diagnostik die Diagnose sichern kann.

## Weiterführende Literatur
- J. Lapresle, M. Fardeau, J. Godet-Guillain: Myopathie distale et congénitale, avec hypertrophie des mollets: Présence d’anomalies mitochondriales à la biopsie musculaire. In: Journal of the Neurological Sciences. Band 17, Nr. 1. Elsevier, 1972, S. 87–102 (französisch).
- H. Feit, A. Silbergleit u. a.: Vocal cord and pharyngeal weakness with autosomal dominant distal myopathy: clinical description and gene localization to 5q31. In: American Journal of Human Genetics. Band 63, Nummer 6, Dezember 1998, S. 1732–1742, ISSN 0002-9297. doi:10.1086/302166. PMID 9837826. PMC 137764 (freier Volltext).
- S. M. Garvey, J. Senderek u. a.: Myotilin is not the causative gene for vocal cord and pharyngeal weakness with distal myopathy (VCPDM). In: Annals of Human Genetics. Band 70, Pt 3Mai 2006, S. 414–416, ISSN 0003-4800. doi:10.1111/j.1529-8817.2005.00252.x. PMID 16674563.
- J. Senderek, S. M. Garvey u. a.: Autosomal-dominant distal myopathy associated with a recurrent missense mutation in the gene encoding the nuclear matrix protein, matrin 3. In: American Journal of Human Genetics. Band 84, Nummer 4, April 2009, S. 511–518, ISSN 1537-6605. doi:10.1016/j.ajhg.2009.03.006. PMID 19344878. PMC 266797 (freier Volltext).